# Félix Trinidad
Félix Juan Trinidad, detto Tito (Fajardo, 10 gennaio 1973), è un ex pugile portoricano.
È considerato uno dei pugili portoricani più forti di sempre. Ha detenuto dal 1993 al 1999 il titolo mondiale IBF dei welters divenendo poi titolare di altre cinture mondiali nelle due categorie superiori sconfiggendo fra gli altri Pernell Whitaker e Óscar de la Hoya. È stato eletto Fighter of the year da Ring Magazine nel 2000. Si è ritirato dalla boxe nel 2001 e nel 2004, rompendo però la sua inattività nel 2004 e nel 2008.

## Biografia
Félix Juan Trinidad nasce nel 1973 in Porto Rico da Irma Garcià e Félix Trinidad, Sr, ex pugile professionista dei pesi piuma negli anni settanta.
Comincia a boxare molto presto sotto l'egida del padre che sarà il suo allenatore durante tutta la sua carriera. Da dilettante raccoglie 51 vittorie e 6 sconfitte. Invece di aspettare da atteso protagonista le Olimpiadi di Barcellona Félix Trinidad Sr decide di far passare il figlio professionista addirittura due anni prima.

## Carriera

### Il dilettantismo
Trinidad ha una buona carriera da pugile dilettante: vince cinque campionati amatoriali nazionali a 100, 112, 119, 126 e 132 libbre. La sua carriera da dilettante termina con un record di 51-6, con 12 successi prima del limite.

### Carriera da professionista

#### Conquista e difesa del titolo IBF
I primi match di Félix Trinidad si svolgono tutti in Porto Rico e nove delle sue prime dieci vittorie arrivano grazie al Knock Out. Nel 1991 affronta il più esperto statunitense Jake Rodriguez: la vittoria ai punti gli costerà un infortunio alla mano che lo costringerà ad uno stop di qualche mese.
Nel 1992 viene chiamato a Parigi ad affrontare il quotato argentino Alberto de las Mercedes Cortes (51-2-0): il match verrà chiuso nel terzo round da Trinidad. Dopo altri tre match interlucotori nel 1993 arriva l'agognata chanche iridata per il titolo IBF welter contro Maurice Blocker. Il match si tiene a San Diego e vede vincitore il giovane portoricano nel secondo round via Knock Out. La prestazione di Trinidad colpisce l'organizzatore Don King che gli fa formare un contratto per portarlo nella sua scuderia e per farlo combattere sempre sul canale televisivo Showtime.
L'ascesa di Tito continua difendendo il suo titolo altre due volte nel 1993; nel 1994 disputa il suo primo match a Las Vegas contro Hector "Macho" Camacho con il quale disputa tutte e dodici le riprese previste vincendo con gli score di 117-109, 116-110 e 119-106.
Dopo la vittoria contro Camacho, Trinidad batte prima del limite gli imbattuti e quotati Luis Ramon Campas (dal quale subisce un knockdown nel secondo round, Trinidad forzerà lo stop dell'arbitro rompendo il naso al suo avversario) e Oba Carr. Fra il 1995 e il 1998 Trinidad difende il suo titolo contro otto contender finendo tutti e otto i match per Knock Out.
Nel 1999 affronta Pernell Whitaker, reduce dalla sconfitta contro Óscar de la Hoya. Trinidad firma la sua tredicesima difesa del titolo con una convincente vittoria ai punti contro l'ex re Pound For Pound, distintosi per aver combattuto con la mascella rotta dal sesto round in poi.
Dopo una difesa contro Pineda a metà 1999, Don King e Bob Arum si accordarono per disputare l'atteso De La Hoya - Trinidad, definito anche Match Del Millennio, il 18 settembre 1999

#### "Il Match del Millennio"
Il match si presentatava estremamente interessante per via dei destini incrociati dei due pugili: entrambi vincenti Whitaker (prima De La Hoya, poi Trinidad in maniera più convincente) e Camacho (prima De La Hoya, poi Trinidad), successivamente al loro match entrambi hanno battuto Fernando Vargas e Ricardo Mayorga e sono stati sconfitti da Bernard Hopkins. Oltre questo crocevia di incontri, Trinidad - De La Hoya è stato un match caricato di molto hype in quanto si vedevano in essi due astri, seppur giovani, molto affermati nel panorama mondiale boxistico; l'eventuale match inoltre avrebbe sancito il vero re della categoria dei pesi welter.
Il match si tiene al Mandalay Bay Resort di Las Vegas e De La Hoya attua una tattica elusiva fatta di continuo movimento e improvvise combinazioni al volto di Trinidad il quale ha risposto con una tattica fatta di pressing e aggressività. In vantaggio nei cartellini dei giudici (ma anche dei molti giornalisti presenti a bordo ring) fino alla settima ripresa, De La Hoya, per sua stessa ammissione sicuro di avere ampio margine, decide semplicemente di stare lontano da Trinidad affidandosi a colpi isolati a fine round: la giuria punisce il suo comportamento eccessivamente elusivo e Trinidad con abilità recupera il margine perduto vincendo con uno strettissimo verdetto via Majority Decision..

#### Le polemiche del match del millennio
Il giudizio di Majority Decision a favore di Trinidad ha sollevato più di qualche polemica, specialmente nell'entourage di De La Hoya. Il promoter di De La Hoya, Bob Arum, ha più volte rivolto accuse contro il promoter di Trinidad, Don King, di aver "fatto visita" in casa del giudice Jerry Roth. Roth ha sempre respinto le accuse. Il Match Del Millennio ha avuto un introito di 71.4 milioni di dollari in Pay Per View.

#### Nella categoria superwelter
Nel 2000 Trinidad, già presente nella classifica Pound For Pound, decide di salire nella categoria dei superwelter. Ottiene subito un'opportunità contro il titolare della cintura WBA di categoria David Reid, ex campione olimpico. Reid riesce ad arrivare ad ascoltare in piedi il verdetto che lo vede soccombere a Trinidad via Unanimous Decision, dopo aver subito 5 Knock Down durante il match e aver disputato l'ultimo round attaccando coraggiosamente lo sfidante.

#### Trinidad vs Vargas
Dopo una difesa del titolo WBA, Trinidad annuncia di voler affrontare il titolare della cintura IBF Fernando Vargas. L'incontro, disputatosi il 2 dicembre 2000, ha visto Trinidad mettere a segno due knock down di pregevole fattura a Vargas nel primo round. Apparentemente finito, Vargas ha saputo risalire la china sopravvivendo al duro primo round fino a tenere il controllo di centro ring nel quinto round quando è Trinidad a doversi inginocchiare ad una precisa combinazione da parte dell'avversario. Una volta rialzatosi Trinidad si difende confusamente dagli attacchi di Vargas rendendosi colpevole di un colpo basso ai danni dell'avversario. Il match prosegue con sorti alterne fino all'ultima ripresa, cui Trinidad si presenta con pochi punti di vantaggio sui cartellini dei giudici. Nell'ultima ripresa Trinidad riesce però a stendere tre volte Vargas e si aggiudica così il match via KO tecnico.

#### Nei pesi medi
Dopo essere stato eletto Fighter of the year nel 2000, Trinidad passa nei mesi per affrontare il torneo di riunificazione delle cinture organizzato dal suo stesso promoter, Don King. Trinidad avrebbe dovuto affrontare in prima battuta il detentore della cintura WBA William Joppy e successivamente il vincente del match Holmes-Hopkins, detentori delle cinture WBC e IBF.
Trinidad vince la semifinale del torneino il 12 maggio 2001 aggiudicandosi così l'iride WBA.

#### Hopkins vs Trinidad
La finale Hopkins - Trinidad si sarebbe dovuta svolgere il 15 settembre 2001 ma causa degli eventi terroristici dell'11 settembre 2001 il match è stato posticipato il 29 dello stesso mese. Dato come favorito, Trinidad si scontra ben presto contro l'intelligenza pugilistica dell'avversario che gli preclude la via d'attacco con efficaci colpi di sbarramento che lo portano ad incamerare punti sui cartellini dei giudici. Provato dalla precisione dei colpi di Hopkins, Trinidad subisce un knock down nell'undicesima ripresa (erroneamente registrata come spinta) e viene messo nuovamente a sedere nell'ultima ripresa; il secondo knock down di Tito provoca l'interruzione del match da parte del padre-allenatore che entra nel ring per soccorrere il figlio.

#### Il primo ritiro e il conseguente ritorno
Dopo aver affrontato Homar Cherifi nel 2002, Trinidad annuncia il ritiro poco dopo il match. Al momento del suddetto ritiro Trinidad lascia il mondo della boxe con il record di 41 vittorie e una sconfitta. Il campione portoricano però torna sui suoi passi quando nel 2004 decide di affrontare per il titolo NordAmericano dei pesi medi Ricardo Mayorga. Il match finisce con una rocambolesca vittoria di Trinidad per KO tecnico all'ottava ripresa.
Dopo la convincente vittoria prima del limite contro il suo avversario nicaraguense viene fissato per il 14 aprile 2005 Trinidad VS Wright, match dal quale sarebbe uscito il nuovo sfidante alla corona WBC dei pesi medi ancora in mano a Bernard Hopkins.

#### Wright vs Trinidad
Winky Wright, dato sfavorito 2-1 dai bookmaker, sin dalla prima ripresa spiazza Trinidad lanciando un numero molto alto di jab stando in fronte a lui. Per la maggior parte del match i colpi Di Trinidad finiscono molto spesso sulla guardia ermetica di Wright mentre quest'ultimo riesce a piazzare un buon numero di combinazioni per ogni round. Alla fine della dodicesima ripresa i giudici sanciscono la netta vittoria a favore di Wright che si impone con margini compresi fra gli undici e i tredici punti.

#### Il secondo ritorno e il futuro

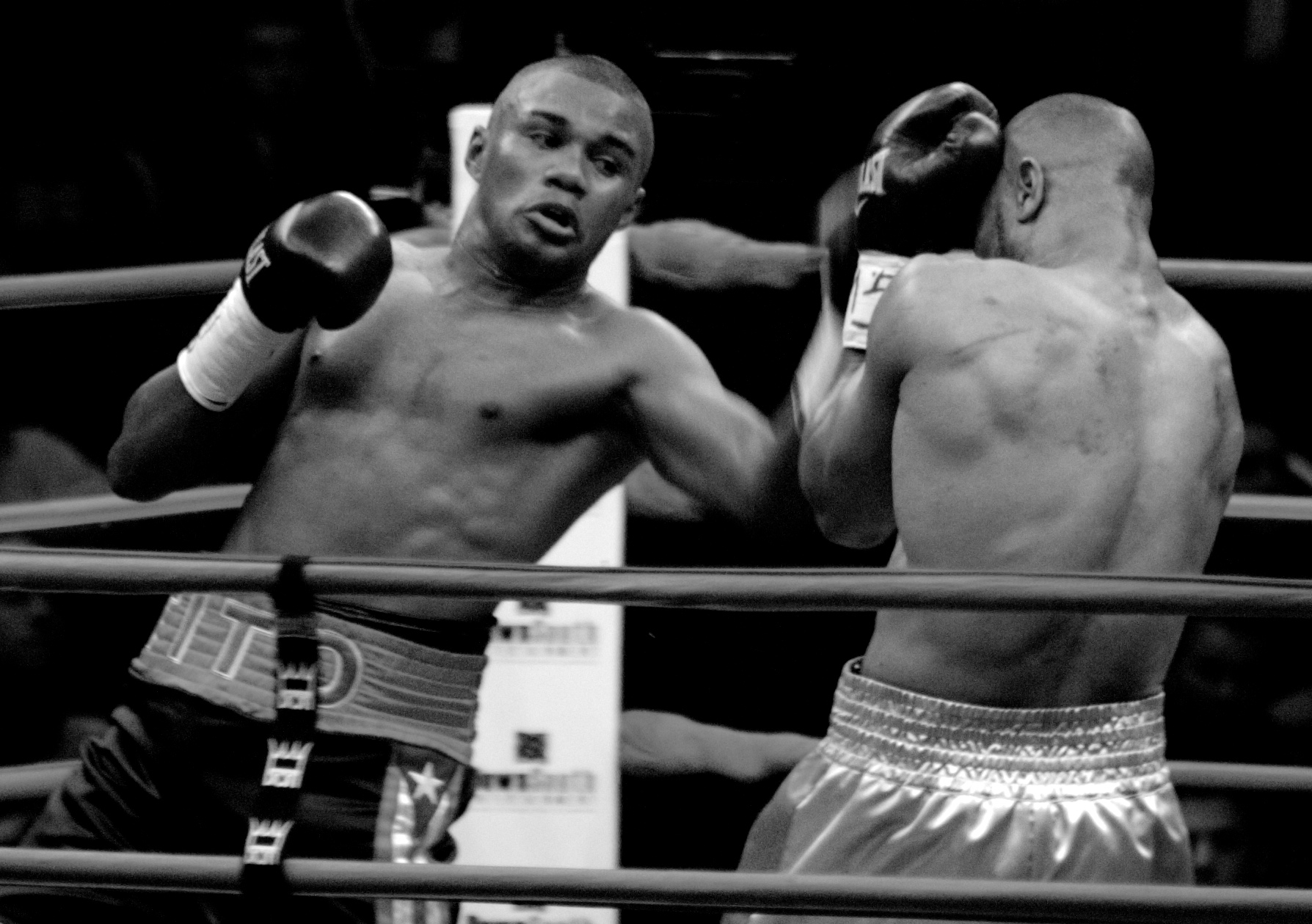
Trinidad affronta Jones.

Il 16 maggio del mese successivo Trinidad comunica, in lacrime, il suo definitivo ritiro. Il pugile portoricano però tornerà sui suoi passi nel 2007 quando annuncia un probabile ritorno sul ring contro un avversario ancora da definire. Viene scelto quindi come avversario Roy Jones Jr; il match fra i due viene fissato per il 19 gennaio 2008 con un peso massimo di 170 libbre, limite di poco superiore alla categoria dei supermedi. Teletrasmesso dalla HBO i due ex pluricampioni mondiali danno vita ad un match piacevole nel quale Trinidad dopo un buon inizio subisce il ritorno graduale del suo avversario che lo riuscirà a mandare al tappeto due volte nel corso del match. Trinidad alla fine dell'incontro viene dichiarato sconfitto con i seguenti cartellini: 116-109, 116-110 e nuovamente 116-110.
Il futuro sportivo di Félix Trinidad è incerto: dopo il suo incontro con Jones non si è ritirato nuovamente lasciando aperto uno spiraglio a possibili incontri con Jermain Taylor e Óscar de la Hoya.